# 後浪詩社
後浪詩社是台灣70年代活躍的重要詩社。1969年3月(另一說是1972年8月)由蘇紹連、蕭文煌、洪醒夫(司徒門)在台灣中部成立。詩社成立以後，莫渝、陳義芝、蕭蕭，李國耀等人陸續加入。1972年9月，後浪詩刊(雙月刊)創刊，由後浪詩社出版。該刊發行到1974年7月15日第12期休刊。1970年11月25日該刊改名為「詩人季刊」，由彰化大昇出版社出版，出刊15期後停刊。不過「詩人季刊」的發行期數與停刊時間，還有另一種說法，那就是「1974年，蘇紹連與陳義芝、莫渝、李勤岸、楊亭、掌杉、廖莫白、許茂昌、蕭蕭等人將《後浪詩刊》改版易名為《詩人季刊》，共出十八期。獲「創世紀二十週年詩創作獎」。」究竟何者正確，有待查考。常在《詩人季刊》上發表作品的詩人，有蘇紹連、莫渝、李勤岸、陳義芝、廖莫白、蕭蕭等人，不少是台中師專校友。

後浪詩社成員曾在《詩人季刊》創刊號上，發表〈維持詩的真面目─開門見山〉一文，闡述該社詩觀，說：「一首詩，如含有文的性質(指其異質)，此時必然是偽詩或壞詩。凡經過文『整容』的詩(散文化的)，故作條理獎的，均為《詩人季刊》所摒棄，在今天看來，詩是一種很不純粹的藝術，但是，若追求它，必須抓住它的本質，分清它的獨具異質是什麼，它的同質是與什麼藝術同質，然後加以利用，才能維持詩的面目，並可結合成文化。」

## 資料來源
1. ↑  文訊雜誌社/編輯，《光復後台灣地區文壇大事記要(增訂本)》，台北市：文建會，1995年6月2版。
2. ↑  中文維基百科詞條「蘇紹連」。
3. ↑  葉石濤/著，《台灣文學史綱》，高雄市春暉出版社，2003年再版，頁156；彭瑞金/著，《台灣新文學運動40年》，高雄市：春暉出版社，2004年再版，頁194~195。
4. ↑  趙天儀/著，《台灣文學的週邊》，台北縣富春文化，2000年初版，頁108。